# GamesTM
games™ is oorspronkelijk een Brits gamesmagazine dat aandacht besteedt aan alle consoles, waaronder de PlayStation 3, Xbox 360, Wii, Nintendo DS, pc en dergelijke anderen. Het blad komt sinds 2002 in Engeland uit.
Van 1 april 2008 tot december 2008 was het blad in Nederland verkrijgbaar, waar F&L Publishing Group het in licentie uitgaf. Om economische redenen is besloten om na acht nummers te stoppen met de uitgave van het blad in Nederland.
games™ richt zich op de serieuze gamer, met previews en recensies die kritisch zijn ten aanzien van het besproken spel. In tegenstelling tot veel andere bladen besteedt het niet alleen aandacht aan de laatste en nieuwste games, maar ook aan de geschiedenis van het gamen (retro) en achtergronden.

## Community
De website van games™ heeft een forum waarop iedereen kan discussiëren over onder andere games en het magazine zelf.